# メタノール毒性
メタノール中毒はメタノールによる中毒である。症状は意識レベルの低下、身体能力の貧弱化、嘔吐、腹痛、呼吸による特定の口臭。早い場合は曝露から12時間後に視覚障害が起こりえる。長期的な症状には失明や腎不全があげられる。少量の誤飲であっても毒性があり死亡する場合もある。
メタノール中毒の多くはウインドウウォッシャー液の誤飲後に発生している。これは偶発的なこともあれば、自殺を試みる為のための場合もある。肌からの浸透や気体を吸収して中毒を引き起こすことは稀である。メタノールが体内に取り込まれるとホルムアルデヒドとギ酸に分解され、その結果、多くの健康障害を引き起こす原因となる。診断はアシドーシスまたは浸透圧ギャップが強い場合はメタノール中毒が疑われ、血液中のメタノール濃度測定により確認される。似たような症状が起こる他の原因には感染症、その他の有毒アルコール類の嚥下、セロトニン症候群、糖尿病性ケトアシドーシスがあげられる。
早期治療による回復の確率は高い。治療は患者を安定した状態にし、その後に解毒剤を使用する。優先される解毒剤はホメピゾールであるが、ない場合はメタノールより体内に取り込まれやすいエタノールを解毒拮抗剤として使用する。臓器障害やアシドーシスが強い場合は血液透析が用いられる場合もある。その他の治療法には炭酸水素ナトリウム、葉酸、チアミンの使用があげられる。
酒、つまりエタノールを含む飲料への混入により、アウトブレイクが起こることがある。過去には終戦直後の日本でも多発した。開発途上国では今なおよくあることである。アメリカでは2013年に1700件以上のメタノール中毒が発生した。概ね、成人男性に多い。早期治療による効果はよい。1856年には既にメタノール毒性について記されていた。